# Néa Filadélfia (Thessalonique)
Néa Filadélfia (grec moderne : Νέα Φιλαδέλφεια) est une localité située dans le dème d'Oreókastro, dans le district régional de Thessalonique, dans la periphérie de Macédoine-Centrale, en Grèce.
Selon le recensement de 2011, elle compte 923 habitants.